# ژف مرمانس
ژف مرمانس (به انگلیسی: Jef Mermans) بازیکن فوتبال اهل بلژیک و عضو تیم ملی فوتبال بلژیک است که در تاریخ ۱۵ دسامبر ۱۹۴۵ میلادی اولین بازی ملی‌اش را مقابل تیم ملی فوتبال فرانسه انجام داد. او در ۵۵ بازی ملی حضور داشت و جمعاً ۵۰۲۲ دقیقه برای تیم ملی فوتبال بلژیک به میدان رفت. ژف مرمانس آخرین بازی ملی خود را در تاریخ ۱۱ نوامبر ۱۹۵۶ میلادی در برابر تیم ملی فوتبال فرانسه انجام داد. وی در بازی‌های ملی‌اش ۲۸ گل به ثمر رساند.